# Армандо Кастеллацці
Армандо Кастеллацці (італ. Armando Castellazzi; 7 жовтня 1904, Мілан — 4 січня 1968) — колишній італійський футболіст, півзахисник. По завершенні ігрової кар'єри — футбольний тренер.
Як гравець насамперед відомий виступами за клуб «Амброзіана-Інтер», а також національну збірну Італії.
Дворазовий чемпіон Італії (одного разу як гравець та одного разу як тренер). У складі збірної — чемпіон світу.

## Клубна кар'єра
У дорослому футболі дебютував 1924 року виступами за команду клубу «Амброзіана-Інтер», кольори якої і захищав протягом усієї своєї кар'єри гравця, що тривала тринадцять років.  Більшість часу, проведеного у складі «Амброзіани-Інтера», був основним гравцем команди.

## Виступи за збірну
1929 року дебютував в офіційних матчах у складі національної збірної Італії. Протягом кар'єри у національній команді, яка тривала п'ять років, провів у формі головної команди країни лише 3 матчі. 
У складі збірної був учасником домашнього для італійців чемпіонату світу 1934 року, на якому вони здобули титул чемпіонів світу.
| Дата       | Місто     | Господарі | Результат | Гості      | Турнір                | Голи | Примітки |
| ---------- | --------- | --------- | --------- | ---------- | --------------------- | ---- | -------- |
| 09/02/1930 | Рим       | Італія    | 4 – 2     | Швейцарія  | товариський матч      | -    |          |
| 01/12/1929 | Мілан     | Італія    | 6 – 1     | Португалія | товариський матч      | -    |          |
| 31/05/1934 | Флоренція | Італія    | 1 – 1     | Іспанія    | ЧС 1934 - чвертьфінал | -    |          |
| Усього     |           | Матчів    | 3         |            | Голів                 | 0    |          |

## Титули і досягнення

### Як гравця
- Чемпіон Італії (1):

«Амброзіана-Інтер»:  1929–30
- Чемпіон світу (1):

1934

### Як тренера
- Чемпіон Італії (1):

«Амброзіана-Інтер»:  1937–38